# 文物普查
文物普查是指在一个行政区划内，由当地文物行政主管部门组织的，对本地文物资源进行較為全面性的调查工作。它一方面相对於考古工作的专题调查而言的。另一方面也是相對於文物部門平時所作一般性的文物調查而言。